# کریستین بور
کریستین بور (به انگلیسی: Christian Harald Lauritz Peter Emil Bohr) پزشک دانمارکی و پدر فیزیک‌دان معروف و برندهٔ جایزهٔ فیزیک نوبل نیلز بور و همچنین ریاضی‌دان و بازیکن فوتبال هارالد بور بود. وی همچنین پدربزرگ آگه بور دیگر فیزیکدان دانمارکی بود. وی در سال ۱۸۸۱ با الن آدلر ازدواج کرد.